# 公益法人 (美國)
公益法人是一种营利性法人團體，此類法人除了追求利润外，還會追求社會公益目的，例如促進社会、工人、社区和环境的积极發展。例如某些教育、醫療、慈善、學術、宗教團體就是屬於公益法人。